# 699 Hela
699 Hela је Марсов тројански астероид са средњом удаљеношћу од Сунца која износи 2,616 астрономских јединица (АЈ).
Апсолутна магнитуда астероида је 11,72 а геометријски албедо 0,126.